# Gozaisho (góra)
Góra Gozaisho (jap. 御在所岳 / 御在所山 Gozaisho-dake / Gozaisho-zan) – góra w Japonii, w Komono i Higashi-Ōmi, na granicy prefektur Mie i Shiga.
Najbardziej popularna góra (o wysokości 1 212 m) w paśmie Suzuka. Z Yunoyamy na szczyt prowadzi linowa kolej gondolowa. Dzięki niej góra jest bramą do innych popularnych szczytów w tym paśmie: Kunimi i Amagoi.